# William Anderson Coffin
Pour les articles homonymes, voir Coffin.
William Anderson Coffin, né le 31 janvier 1855 à Allegheny (en) dans l'état de la Pennsylvanie et décédé le 26 octobre 1925 à New York dans l'état de New York aux États-Unis, est un peintre paysagiste américain, connu pour ces tableaux représentant la région de la Pennsylvanie et de la Nouvelle-Angleterre. Il a également travaillé comme critique d'art pour différents médias, dont le New York Post, The Sun et Harper's Weekly.

## Biographie
William Anderson Coffin naît en 1855 à Allegheny (en) (depuis rattachée à la ville de Pittsburgh) dans l'état de la Pennsylvanie. Diplômé en beaux-arts de l'université Yale en 1877, il part pour l'Europe et la France où il étudie auprès du peintre Louis Jacquesson de la Chevreuse puis du peintre Léon Bonnat avec qui il devient ami. En France, il découvre et observe les œuvres des peintres de l'école de Barbizon, comme Jean-Baptiste Camille Corot, Charles-François Daubigny ou Théodore Rousseau. Il visite également la colonie artistique de Grez-sur-Loing en compagnie des peintres Bruce Crane, Kenyon Cox et des frères Thomas Alexander et Lovell Birge Harrison Il expose ces tableaux au Salon de peinture et de sculpture puis au Salon des artistes français.
En 1882, il rentre aux États-Unis et s'installe à New York. Il s'établit comme peintre paysagiste, réalisant notamment des toiles de la Pennsylvanie, et plus particulièrement de la ville de Jennerstown où sa famille possède une ferme, ainsi que de la région de la Nouvelle-Angleterre. Il expose régulièrement ces tableaux à l'académie américaine des beaux-arts. En 1886, il termine deuxième du prix Hallgarten (en) qui récompense la meilleure œuvre d'un peintre de moins de trente-cinq ans ayant exposé à l'académie au cours de l'année écoulée. Il devient membre de l'Union League Club of New York, du Lotos Club (en), de l'Architectural League of New York (en) et de la Society of American Artists (en) dont il est le secrétaire de 1887 à 1892. Il reçoit le prix Webb de la Society of American Artists en 1991 et participe en 1893 à l'exposition universelle de Chicago. Il se signale aussi comme peintre portraitiste, avec des portraits du peintre Kenyon Cox, de la critique Mariana Griswold Van Rensselaer (en) ou du professeur Thomas Anthony Thacher (en).
Il travaille également comme rédacteur et critique d'art pour les journaux New York Post et The Sun, pour le périodique The Nation et pour les magazines Harper's Weekly et Scribner's Magazine. En 1901, il dirige la division des beaux-arts de l'exposition Pan-américaine de Buffalo. Durant la Première Guerre mondiale, il préside en 1915 le American Artists' Committee of One Hundred, qui lance un fonds de soutien et de secours pour les familles d'artistes français touchées par la guerre. Il reçoit la Légion d'honneur pour cette œuvre de bienfaisance.
En 1912, il devient membre de l'académie américaine des beaux-arts et le peintre William Thomas Smedley réalise à cette occasion son portrait. Il décède en 1925 à New York et est enterré au cimetière d'Allegheny.
Ces œuvres sont notamment visibles ou conservées au Brooklyn Museum, au Metropolitan Museum of Art, à la New-York Historical Society, à l'académie américaine des beaux-arts et au musée de la ville de New York, à la Yale University Art Gallery de New Haven, au Delaware Art Museum de Wilmington, au Smithsonian American Art Museum de Washington, au musée des Beaux-Arts de San Francisco et au palais Ca' Pesaro de Venise. L'Archives of American Art conserve une partie de sa correspondance.

## Œuvres

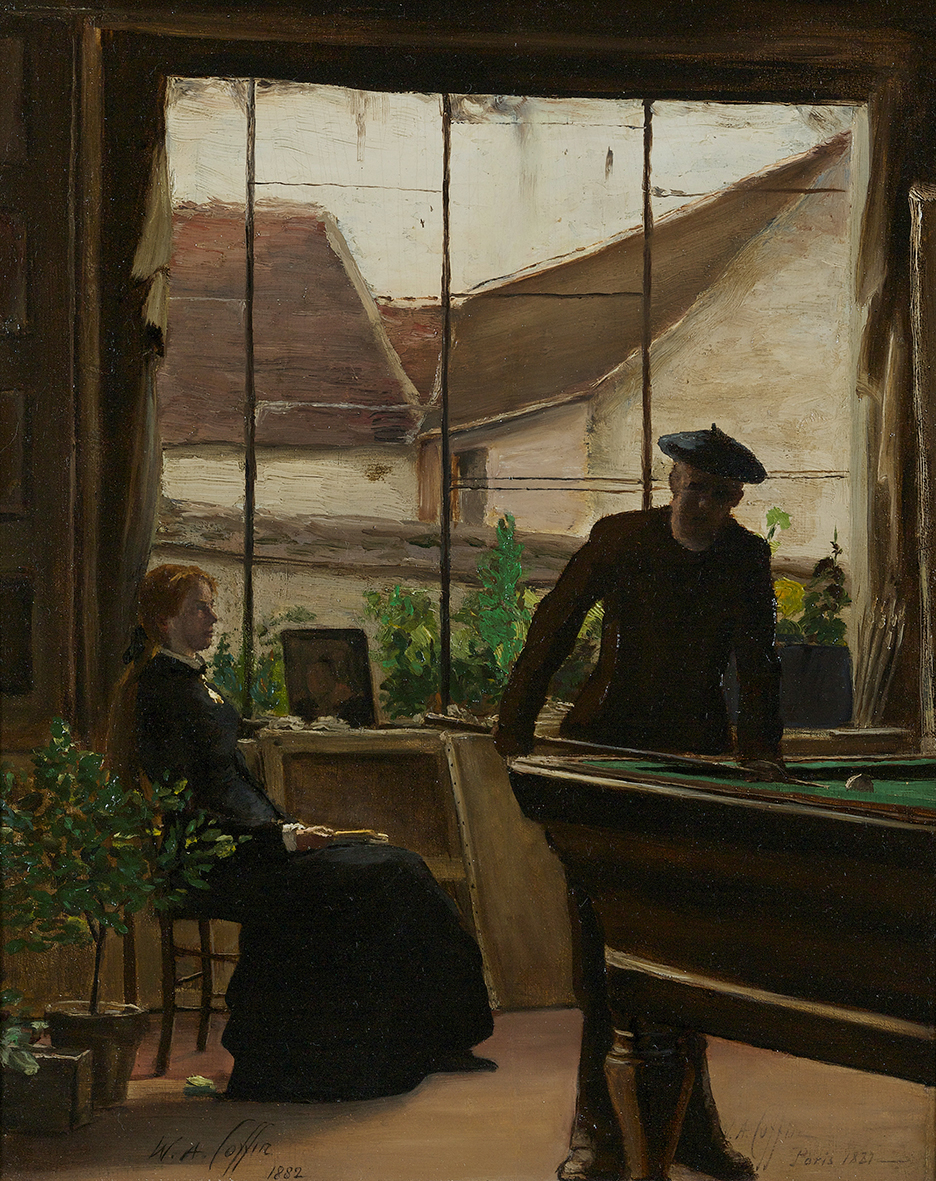
After Breakfast, 1882
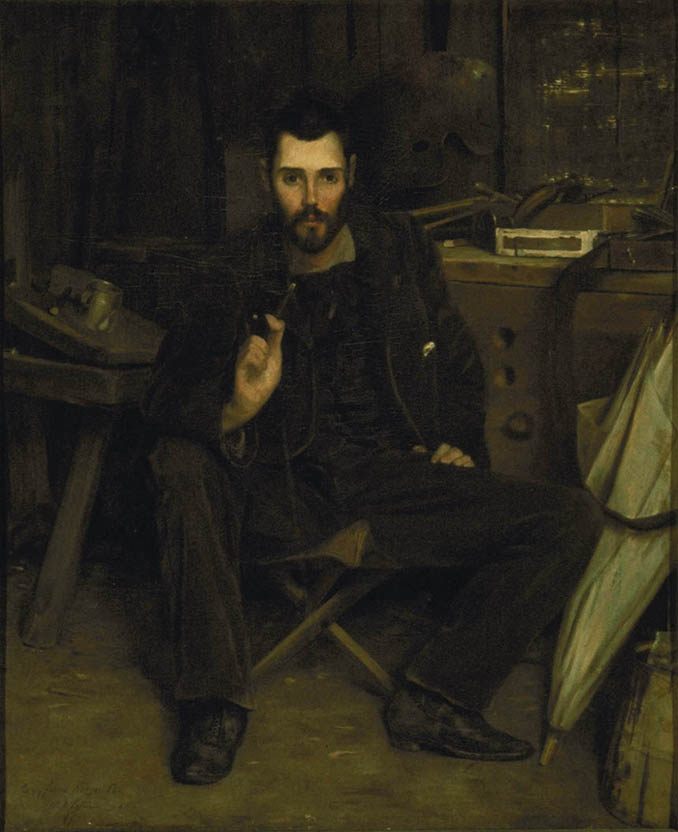
Kenyon Cox, 1883, Smithsonian American Art Museum
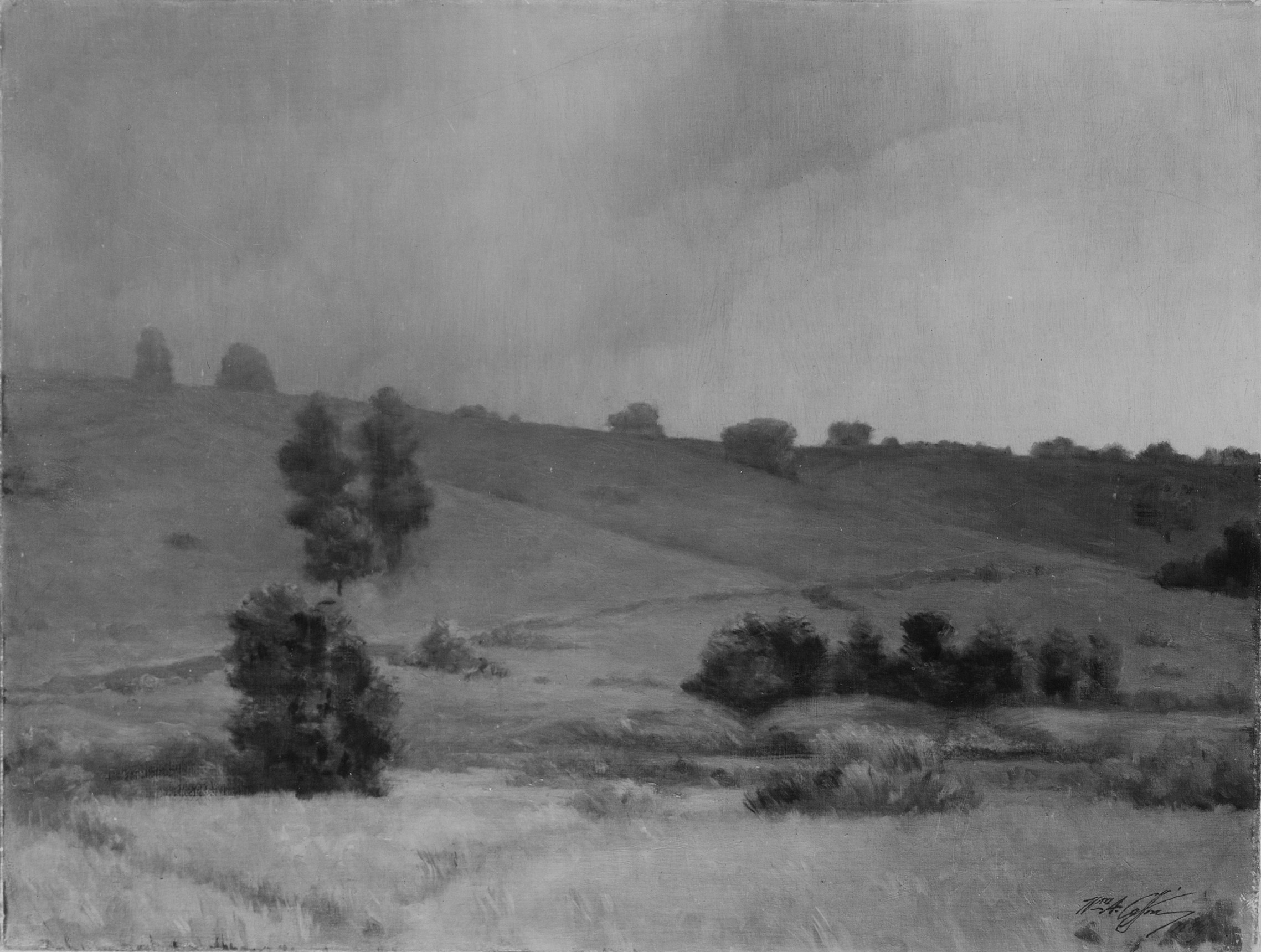
The Rain, 1889, Metropolitan Museum of Art
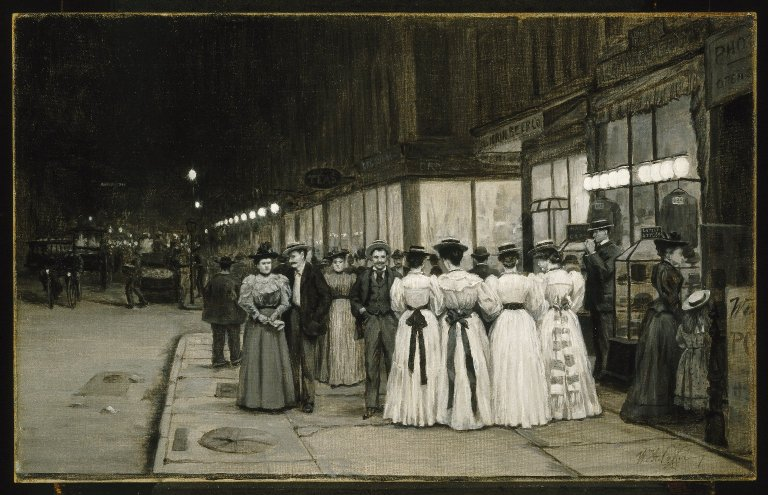
Saturday Night in August - Eighth Avenue, vers 1900, Brooklyn Museum
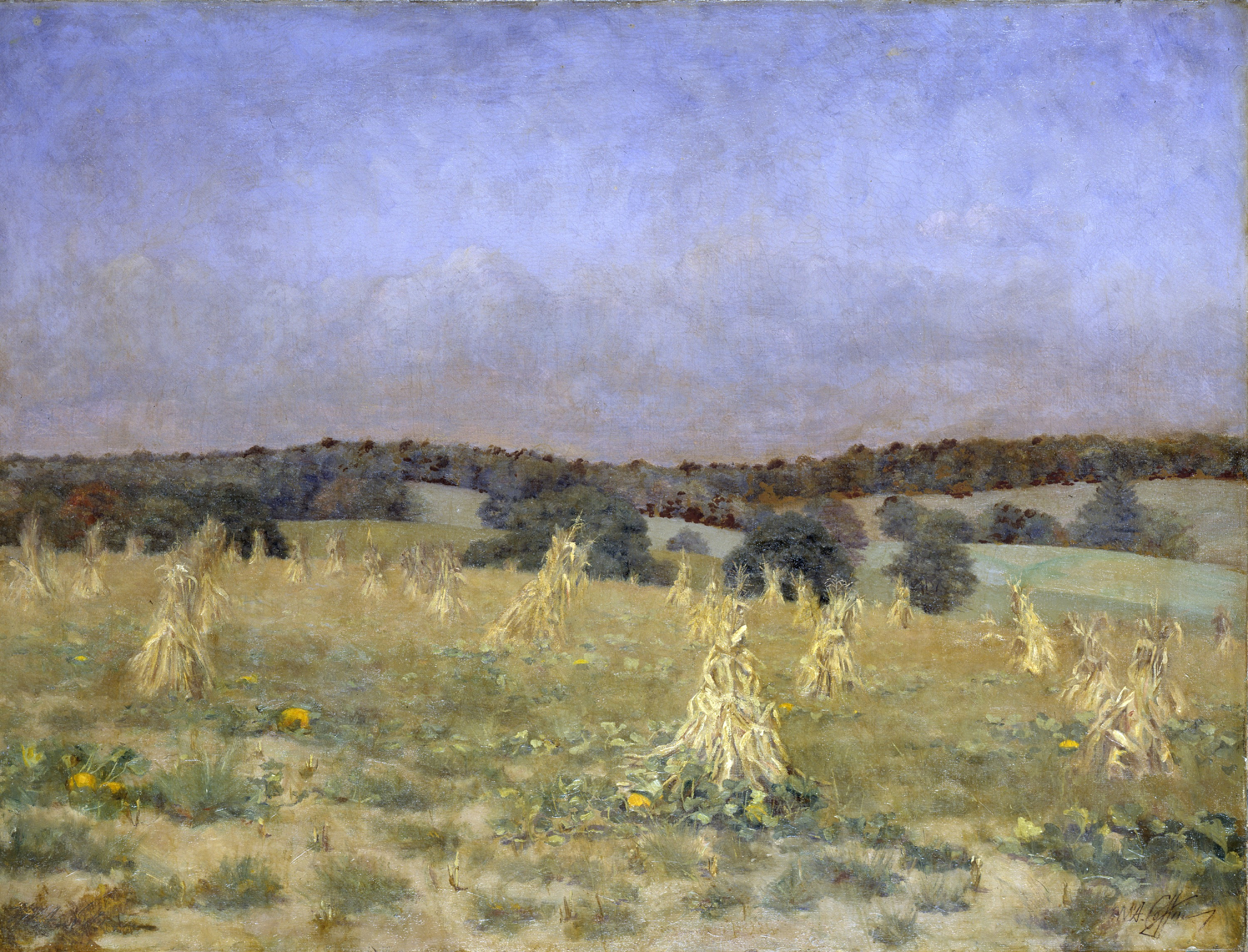
September, vers 1907, Smithsonian American Art Museum